# Тетрафтороборат кадмия
Тетрафтороборат кадмия — неорганическое соединение,
комплексная соль кадмия, бора и плавиковой кислоты 
с формулой Cd[BF4]2,
бесцветная жидкость,
хорошо растворяется в воде,
образует кристаллогидраты.

## Получение
- Растворение карбоната кадмия в тетрафтороборной кислоте:

{\displaystyle {\mathsf {CdCO_{3}+2H[BF_{4}]\ {\xrightarrow {}}\ Cd[BF_{4}]_{2}+CO_{2}\uparrow +H_{2}O}}}

## Физические свойства
Тетрафтороборат кадмия образует бесцветную гигроскопичную жидкость.
Хорошо растворяется в воде и этаноле.
Образует кристаллогидраты состава Cd[BF4]2•n H2O, где n = 2, 3 и 6.
Кристаллогидрат Cd[BF4]2•6H2O образует кристаллы
гексагональной сингонии,
параметры ячейки a = 1,596 нм, c = 0,558 нм.
С аммиаком образует аддукты вида Cd[BF4]2•6NH3.

## Применение
- Компонент флюсов для пайки алюминия.